# 시원 (가수)
시원(본명: 최시원(崔始源, Choi Siwon), 1986년 4월 7일~)은 대한민국의 가수, 배우로, 보이 그룹 슈퍼주니어의 센터, 서브보컬이다.

## 학력
- 서울신천초등학교 (졸업)
- 잠신중학교 (졸업)
- 압구정고등학교 (졸업)
- 인하대학교 연극영화학 (학사)
- 인하대학교 대학원 문화경영학 석박사과정 (수료)

## 참여 작품

### 음반
- 슈퍼주니어
  - 슈퍼주니어-M

### 개인 음반
- 《오! 마이 레이디 OST Part 3》 (2010년)
- 《그녀는 예뻤다 OST Part 5》 (2015년)
- 《술꾼도시여자들 OST Part 5》 (2021년)

### 드라마
- 2004년 KBS2 주말연속극 《부모님전상서》 - 김훈섭 역
- 2005년 KBS2 《드라마시티 납골당 소년》 - 박정명 역
- 2005년 KBS2 월화드라마 《열여덟 스물아홉》 - 아역 강상영 (강봉만) 역
- 2006년 KBS2 월화드라마 《봄의 왈츠》 - 박상우 역
- 2007년 MBC 2부작 드라마 《향단전》 - 이몽룡 역
- 2010년 SBS 월화드라마 《오! 마이 레이디》 - 성민우 역
- 2010년 SBS 월화드라마 《아테나: 전쟁의 여신》 - 김준호 역
- 2011년 중화민국 GTV 《화려한 도전》 - 돈하련(敦賀蓮) 역
- 2011년 KBS2 월화드라마 《포세이돈》 - 김선우 역
- 2012년 SBS 월화드라마 《드라마의 제왕》 - 강현민 역
- 2015년 KBS2 수목드라마 《복면검사》 - 허당 도둑 역
- 2015년 중국중앙텔레비전 황금강당극장  《전신설애니》 - 송신희 역
- 2015년 MBC 수목드라마 《그녀는 예뻤다》 - 김신혁 역
- 2016년 미국 비키 (Viki) & 넷플릭스 (Netflix) 웹 드라마 《드라마월드》 - 본인 역 (카메오 출연)
- 2017년 tvN 토일드라마 《변혁의 사랑》 - 변혁 역
- 2019년 KBS2 월화드라마 《국민 여러분!》 - 양정국 역
- 2020년 MBC 금요드라마 《시네마틱드라마 SF8 - 증강 콩깍지》 - 서민준 역
- 2021년 TVING 오리지널 《술꾼도시여자들》 - 강북구 역
- 2022년 ENA 수목드라마 《얼어죽을 연애따위》 - 박재훈 역
- 2023년 Netflix 드라마 《사냥개들》 - 홍민범 역
- 2023년 TVING 드라마 《이재, 곧 죽습니다》 - 박진태 역
- 2024년 TV CHOSUN 주말미니시리즈 《DNA 러버》 - 심연우 역
- 미정 HunanTV 드라마 《억만계승인》 - 양희왕 역 (중국 드라마)

### 예능
- 2006년 SBS 《실제상황 토요일 - 슈퍼주니어의 풀하우스》
- 2006년 Mnet 《대결! 슈퍼주니어의 자작극》
- 2007년 SBS 《일요일이 좋다 인체탐험대》
- 2015년 MBC 《무한도전》
- 2015년 중국 장쑤TV 《우리 결혼했어요 중국판》
- 2019년 SBS 《미운 우리 새끼》 11월 24일 165회
- 2021년 SBS 《미운 우리 새끼》 12월 19일 272회
- 2023년 MBC 《안하던 짓을 하고 그래》
- 2024년 TV CHOSUN 《식객 허영만의 백반기행》 261회 (With 정인선)

### 영화
- 2006년 《묵공》 - 양적 역
- 2007년 《꽃미남 연쇄 테러사건》 - 시원 역
- 2011년 《아테나: 더 무비》 - 김준호 역
- 2014년 《파풍》
- 2015년 《드래곤 블레이드》 - 잉포 역
- 2015년 《적도》 - 박우철 역
- 2021년 《새해전야》 - 진아 전남친 역
- 2025년 《로비》 - 마태수 역

- 2026년 《범죄도시5》- 차시원 역

### 뮤직비디오
- 2004년 다나 (천상지희) - What Is Love
- 2006년 장리인 - Timeless (With. 한경)
- 2008년 장리인 - I Will, 연인이여 (With. 한경)
- 2009년 임의신 - 螢火蟲 (Fireflies)
- 2010년 소녀시대 - Hoot

### 광고
- 2010년 SK텔레시스 W 리액션
- 2012년 매일유업 카페라떼
- 2012년 아모레퍼시픽 마몽드 퍼스트 에너지 세럼
- 2019년 윙스푸드 Mie Sedaap
- 2021년 미래에셋증권 with 려욱
- 2022년 Qookka Games 삼국지 전략판

## 수상 경력
| 연도 | 시상식                       | 부문                        | 작품              | 출처  |
| ---- | ---------------------------- | --------------------------- | ----------------- | ----- |
| 2010 | SBS 연기대상                 | 뉴스타상                    | 오! 마이 레이디   |       |
| 2012 | 2011 올케이팝 어워드 (미국)  | 최고의 소셜 네트워크 인물상 | 빈칸              |       |
| 2016 | 제4회 드라마피버 어워즈      | 남우조연상                  | 그녀는 예뻤다     | [ 1 ] |
| 2019 | 제4회 아시아 아티스트 어워즈 | 배우부문 베스트 아이콘상    | 빈칸              |       |
| 2019 | KBS 연기대상                 | 중편드라마부문 남자 우수상  | 국민 여러분!      |       |
| 2022 | 아시아 아티스트 어워즈       | 배우 부문 뉴웨이브상        | 빈칸              |       |
| 2022 | 아시아 아티스트 어워즈       | 베스트 액팅 퍼포먼스상      | 얼어죽을 연애따위 |       |

## 팬미팅

### SIWON 1ST FAN MEETING IN "PERFECT DATE"
| 개최일          | 도시     | 국가       | 개최지             |
| --------------- | -------- | ---------- | ------------------ |
| 2019년 8월 10일 | 자카르타 | 인도네시아 | 발라이 사르비니 홀 |

## 인물
- 최기호 前 보령메디앙스 대표이사의 아들로,[2]2010년 KBS2 《승승장구》에 출연해 "아버지가 무역회사를 경영하는 것은 맞지만 소문과는 달리 집에 헬기는 없다"며 항간에 쏟아졌던 재벌2세설에 대해 해명을 하기도 했다.[3]
- 유치원 때부터 태권도를 배웠으며 전 최연소 4단 승단자이다. 2002년 12월 국기원 심사 규범의 변경으로 18세 이하도 4단으로 승단할 수 있게 되었을 때 승단 시험에 합격해 14세의 나이에 4단 유단자가 되었다. 현재 이 최연소 기록은 2007년 4월 11세의 나이로 4단으로 승단한 다트머스 대학교 공학 박사 후보 Eldred Lee가 보유하게 됐다.
- 평소 시원은 운동을 좋아해서 멤버들 중 가장 먼저 웨이트 트레이닝에 관심을 가졌고[4] 2009년 6월, 아이돌 그룹의 멤버로서는 최초로 남성지 《맨즈헬스Men's Health》의 표지 모델을 장식했다.[5] 같은 해에 맨즈헬스 쿨가이 선발대회에서 베스트 커버모델상을 수상했다.[6] 2012년에는 한 성형외과에서 고객을 상대로 한 설문조사에서 몸짱 아이돌 1위로 뽑혀 화제가 되었다.[7]
- 2012년 2월 1일 한 트위터리안이 ‘kimuchi’라는 메시지를 보낸 데 대해 시원은 "우리 대한민국에선 김치(kimchi)를 기무치(kimuchi)라고 안하고 김치(kimchi)라고 한답니다. 기무치가 아니라 김치입니다^^"라는 멘션을 남겨 화제가 되었다.[8] 한국과 일본이 독도 문제로 갈등 중인 2012년 8월, "독도는 진정한 우리의 영토이고, 목숨 바쳐 지켜야 할 가치가 있는 곳입니다. 긍지를 가지고 지켜갑시다-독도에서"라는 청와대 공식 트위터 글을 리트윗해 한국 네티즌들의 지지를 받았다.[9]
- 2013년 1월 5일 정오 한국인 최초 트위터 팔로워 300만 돌파[10]에 이어, 2015년 10월 26일 오후 5시 30분 한국인 최초 트위터 팔로워 500만을 돌파[11]했다.
- 2015년 MBC 예능 무한도전 식스맨 후보로 출연해 최종 후보 5인에 선정됐다. 미국 리액션이라는 독특한 캐릭터를 부여받았다.[12]
- 2015년 10월 22일 명품 시계 브랜드 피아제 모델로 발탁, 아시아 최연소 모델이 됐다.[13]
- 2015년 11월 12일 다양한 유니세프 캠페인에 적극 참여한 공로를 인정 받아 유니세프 한국 위원회 특별대표로 임명됐다.[14]
- 2015년 11월 19일 의무경찰로 병역을 이행했고, 2017년 8월 18일에 전역했다.[15]
- 2015년 11월 19일부터 홍콩 마담투소 'K-WAVE ZONE'에 밀랍인형이 전시 중이다. 이 밀랍인형은 큰 인기를 끌었던 드라마 그녀는 예뻤다 속 옷차림과 똑같이 디자인 됐다.[16]
- 2016년 2월 25일 미국 경제지 포브스가 선정한 '연예, 스포츠 부문 아시아 영향력 있는 인물 30세 이하 30인'에 한국인 6명 중 한 명으로 선정됐다.[17]
- 2017년 최시원이 기르던 강아지가 한일관 대표 사망 사건과 관련이 있다.
- 중국드라마 이십불혹에 출연했던 중국의 여자 배우 리겅시가 좋아하는 멤버이기도 하다.

## 사건 사고

### 최시원 가족 개 주민 습격 사망 사건
2017년 9월 30일 서울 강남구의 한 아파트에서 승강기에 타고 있던 김OO (53세, 女)이 승강기 문이 열리자 같은 아파트에 거주하는 최시원 가족의 강아지에게 심하게 물렸다. 이후 김OO은 살이 깊게 패이는 등의 상처를 입어 입원하여 치료를 받은 후 점차 나아지자 퇴원했지만, 이 사고 5일 뒤인 10월 5일부터 몸살 기운을 느껴 그 다음날인 10월 6일 오전 응급실에서 검사 치료를 받던 중에 의식을 잃었는지 중환자실에서 패혈증으로 사망했다.
이 사건의 중심인 강아지는 프렌치 불도그로, 상대적으로 7KG 정도의 소형 견이지만 원종이 투견인 만큼 개체에 따라 성질이 앙칼져서 다른 개나 낯선 사람을 바로 공격하는 습성이 있는 경우가 여러 사례 및 여러 사람들을 통해 알려졌다. 또한 최시원은 이 사건이 논란이 된 후 얼마 지나지 않은 2017년 10월 3일에 이 강아지를 위한 생일파티를 하여 논란이 되었다.

#### 사과문 및 국민청원
견주인 최시원의 아버지 최기호 전 보령메디앙스 사장이자 현 성공회대학교 겸임 교수가 "엿새 뒤에 패혈증으로 사망하신 것은 사실이지만 치료 과정의 오류나 다른 병균 때문에 2차 감염된 것 등의 가능성을 배제할 수 없어 정확한 사망의 원인을 100% 단정할 수 없는 상태다"며 "고인이 되신 분과 그 유가족들에게 조심스럽게 당부 말씀 드리고 싶다, 사실과 다른 추측성 내용까지 퍼지면서 고인을 애도하는 유가족분들에게 의도치 않은 상처를 주거나 피해가 갈까 걱정이 된다"라고 사과문을 올렸지만, '치료 과정의 오류 및 2차 감염 등'의 내용에 대해서는 "분명하지 않은 인과 관계적으로 서술한 것과 이로 인한 책임 회피성 변명" 이라면서 (4과문) "법적 방어 통로로 이용하려는 것 아니냐" 등의 반응으로 인해 네티즌들에 의해 비판을 받고 있다. 이후 강아지를 콘텐츠로 플랫폼을 통해 수익 창출 활동을 하던 최시원이 다시 한 번 SNS에 "유가족에게 진심으로 죄송하다"며 "반려견을 키우는 가족으로서 큰 책임감을 느낀다"라고 사과문을 올린 상황이다.
이 사건 관련 '최시원법'을 만들라는 청와대 국민청원이 올라왔다. 청원 내용은 "반려견을 기르는 인구가 늘어나고 있지만 관련 법은 너무 미약하다"며 청원 이유를 설명했으며, "큰 반려견을 키우는 집에서 전문 교육을 충분히 받지 않을 경우 분양받을 수 없도록 해 달라"고 요청했다. 또한 "애완견의 견종에 상관없이 반려견 사고와 관련해서 반려견 목줄 미착용과 배설물 처리를 하지 않는 경우 벌금 때려라" 등 구체적 방안을 제시했다.

### '도요토미 히데요시' 발언 논란
최시원이 '슈퍼주니어 일본 팬클럽 회지 인터뷰'에서 "일본 하면 떠오르는 것이 있냐"는 질문에 최시원은 "도쿠가와 이에야스, 도요토미 히데요시, 오다 노부나가를 좋아한다"고 답했으며, 이어 "도쿠가와 이에야스를 좋아해서 그가 좋아했던 굴튀김을 일부러 찾아가서 먹기도 했다"고 말한 것으로 전해졌다. 최시원 측은 "다른 의도는 없었고 ‘일본’하면 생각나는 것에 대한 질문에 당시 '대망'이라는 소설을 재밌게 읽고 있던 터라, 책과 등장인물에 대한 이야기를 했었던 것"이라고 해명했다. 하지만 한국에서는 일본에서 추앙받고 있는 도요토미 히데요시에 대해 '임진왜란을 일으킨 원흉이며 전범'이기 때문에 인식이 매우 부정적이라는 것도 고려해야 한다.

### 최시원 홍콩 시위 지지 및 중국 네티즌 저격 사건
최시원은 2019년 홍콩 범죄인 인도법안 반대로 시작된 2019년 홍콩 민주화 운동과 관련해서, 홍콩 시위 도중 경찰의 총에 맞아 중태에 빠진 패트릭 차우의 한 인터뷰를 다룬 조선일보 기사를 트위터에서 '공감'했다. 그러나 "아무것도 모르면서 손가락질하지 말라", "생각을 밝히고 싶으면 홍콩에 직접 가서 상황을 봐라"는 중국 네티즌의 비난을 받자 최시원은 관련 내용을 삭제하고 중국의 SNS인 웨이보 (Weibo)에서 "폭동과 혼란이 멈췄으면 하는 마음이지만 중국 네티즌이 실망했다면 매우 죄송하다"와 같은 공식 사과문을 2회 올렸다. (1차 사과문) (2차 사과문) 댓글의 반응은, "홍콩은 중국의 일부입니다, 나는 당신이 정치적 입장을 바로 할 수 있기를 희망합니다, 국가 앞에 우상이 없다, 나는 당신의 이미지와 슈퍼주니어의 이미지를 고려할 수 있기를 희망합니다." 및 "꺼져" 등의 반응이다.

## 친구
- 유노윤호
- 최강창민